# Emilio Cruz
Pour les articles homonymes, voir Cruz.
Cruz  Díaz est un nom espagnol. Le premier nom de famille, en général paternel, est Cruz ; le second, en général maternel, souvent omis, est Díaz.
Emilio Cruz Díaz (né le 27 novembre 1936 à Torrelavega) est un coureur cycliste espagnol. Professionnel de 1957 à 1965, il a été vainqueur d'étape du Tour de Catalogne et du Tour de l'Avenir. Il a disputé le Tour de France 1963 et quatre éditions du Tour d'Espagne.
Un de ses frères, Adolfo, a également été cycliste professionnel dans les années 1950.

## Palmarès
- 1955
  - 2e de la Prueba Villafranca de Ordizia
  - 2e du championnat d'Espagne sur route amateurs
- 1957
  - Klasika Primavera
- 1958
  - Grand Prix de Biscaye
  - GP Torrelavega
  - 2e de la Prueba Legazpia
  - 3e du GP Mugica
- 1959
  - Trophée Iberduero
  - 2e de la Prueba Villafranca de Ordizia
  - 3e du championnat d'Espagne de course de côte
- 1960
  - 3ea étape du Tour de Catalogne (contre-la-montre par équipes)
  - 3e du Tour de Catalogne
- 1961
  - 3e étape du Tour de l'Avenir
  - 6e étape secteur a du Tour de Catalogne
- 1962
  - Circuito Montañés
  - 3e de la Prueba Villafranca de Ordizia
- 1963
  - 1rea étape du Tour du Levant (contre-la-montre par équipes)
  - 3e du championnat d'Espagne de course de côte

## Résultats sur les grands tours

### Tour de France
1 participation
- 1963 : 41e

### Tour d'Espagne
4 participations
- 1959 : 30e
- 1960 : abandon (7e étape)
- 1961 : abandon (11e étape)
- 1962 : 28e

### Tour d'Italie
- 1962 :  abandon